# Calisius texasanus
Calisius texasanus är en insektsart som beskrevs av Nicholas A. Kormilev 1968. Calisius texasanus ingår i släktet Calisius och familjen barkskinnbaggar. Inga underarter finns listade i Catalogue of Life.